# Batalha de Starobilsk
Batalha de Starobilsk foi um confronto militar que teve início em 25 de fevereiro de 2022 em virtude da invasão da Ucrânia pela Rússia. 
Confrontos iniciais perto de Starobelsk foram reportados em 24 de fevereiro.  No dia seguinte, as Forças Armadas da Ucrânia alegaram ter destruído um comboio de veículos russos que se preparavam para cruzar o rio Aidar. A cidade sofreu estragos advindos de bombardeamentos - provavelmente perpetrados por russos.
Em 2 de março, tropas russas já estavam por toda a cidade, com pelo menos 60 veículos, mas eles foram confrontados por civis desarmados protestando contra a presença deles.
Em 6 de março, Serhiy Haidai, o governador do Oblast de Luhansk, confirmou que a cidade de Starobilsk estava sob completo controle russo. Em setembro, contudo, frente a uma contraofensiva ucraniana, os russos abandonaram a região.